# Lista över manliga OS-medaljörer i kastgrenar
Nedanstående är en lista över manliga Olympiska spelen-medaljörer i kastgrenar.
Nedan ingår även medaljörerna från jubileumsturneringen 1906 i Aten, som sedan dess fråntagits sin officiella olympiska status.

## Diskus
Diskus är en aktiv gren i OS sedan 1896.
| År ( ) | Guld                     | Silver                           | Brons                     |
| 1896   | Robert Garrett (USA)     | Panagiotis Paraskevopoulos (GRE) | Sotirios Versis (GRE)     |
| 1900   | Rudolf Bauer (HUN)       | František Janda-Suk (BOH)        | Richard Sheldon (USA)     |
| 1904   | Martin Sheridan (USA)    | Ralph Rose (USA)                 | Nikolaos Georgantas (GRE) |
| 1906   | Martin Sheridan (USA)    | Nikolaos Georgantas (GRE)        | Verner Järvinen (FIN)     |
| 1908   | Martin Sheridan (USA)    | Merritt Giffin (USA)             | Bill Horr (USA)           |
| 1912   | Armas Taipale (FIN)      | Richard Byrd (USA)               | James Duncan (USA)        |
| 1920   | Elmer Niklander (FIN)    | Armas Taipale (FIN)              | Gus Pope (USA)            |
| 1924   | Clarence Houser (USA)    | Vilho Niittymaa (FIN)            | Thomas Lieb (USA)         |
| 1928   | Clarence Houser (USA)    | Antero Kivi (FIN)                | James Corson (USA)        |
| 1932   | John Anderson (USA)      | Henri LaBorde (USA)              | Paul Winter (FRA)         |
| 1936   | Ken Carpenter (USA)      | Gordon Dunn (USA)                | Giorgio Oberweger (ITA)   |
| 1948   | Adolfo Consolini (ITA)   | Giuseppe Tosi (ITA)              | Fortune Gordien (USA)     |
| 1952   | Sim Iness (USA)          | Adolfo Consolini (ITA)           | James Dillion (USA)       |
| 1956   | Al Oerter (USA)          | Fortune Gordien (USA)            | Des Koch (USA)            |
| 1960   | Al Oerter (USA)          | Rink Babka (USA)                 | Dick Cochran (USA)        |
| 1964   | Al Oerter (USA)          | Ludvík Daněk (TCH)               | Dave Weill (USA)          |
| 1968   | Al Oerter (USA)          | Lothar Milde (FRG)               | Ludvík Daněk (TCH)        |
| 1972   | Ludvík Daněk (TCH)       | Jay Silvester (USA)              | Ricky Bruch (SWE)         |
| 1976   | Mac Wilkins (USA)        | Wolfgang Schmidt (FRG)           | John Powell (USA)         |
| 1980   | Viktor Rasjtjupkin (URS) | Imrich Bugár (TCH)               | Luis Delís (CUB)          |
| 1984   | Rolf Danneberg (FRG)     | Mac Wilkins (USA)                | John Powell (USA)         |
| 1988   | Jürgen Schult (FRG)      | Romas Ubartas (URS)              | Rolf Danneberg (FRG)      |
| 1992   | Romas Ubartas (LTU)      | Jürgen Schult (GER)              | Roberto Moya (CUB)        |
| 1996   | Lars Riedel (GER)        | Uladzimer Dubroŭsjtjyk (BLR)     | Vasil Kaptsiuch (BLR)     |
| 2000   | Virgilijus Alekna (LTU)  | Lars Riedel (GER)                | Frantz Kruger (RSA)       |
| 2004   | Virgilijus Alekna (LTU)  | Zoltán Kővágó (HUN)              | Aleksander Tammert (EST)  |
| 2008   | Gerd Kanter (EST)        | Piotr Małachowski (POL)          | Virgilijus Alekna (LTU)   |
| 2012   | Robert Harting (GER)     | Ehsan Hadadi (IRN)               | Gerd Kanter (EST)         |
| 2016   | Christoph Harting (GER)  | Piotr Małachowski (POL)          | Daniel Jasinski (GER)     |
| 2020   | Daniel Ståhl (SWE)       | Simon Pettersson (SWE)           | Lukas Weißhaidinger (AUT) |

## Diskus, grekisk stil
Diskus i grekisk stil är en icke-längre aktiv gren i OS. Man tävlade i grenen 1906 och 1908.
| År ( ) | Guld                  | Silver                    | Brons                 |
| 1906   | Verner Järvinen (FIN) | Nikolaos Georgantas (GRE) | István Mudin (HUN)    |
| 1908   | Martin Sheridan (USA) | Bill Horr (USA)           | Verner Järvinen (FIN) |

## Diskus, båda händer sammanlagt
Diskus i varianten där man kastar tre gånger med respektive hand är en icke-längre aktiv gren i OS.
| År ( ) | Guld                | Silver                | Brons                |
| 1912   | Armas Taipale (FIN) | Elmer Niklander (FIN) | Emil Magnusson (SWE) |

## Kast med 56 poundsvikt
Kast med 56 poundsvikt är en icke-längre aktiv gren i OS.
| År ( ) | Guld                     | Silver              | Brons                 |
| 1904   | Étienne Desmarteau (CAN) | John Flanagan (USA) | James Mitchel (USA)   |
| 1920   | Patrick McDonald (USA)   | Patrick Ryan (USA)  | Carl Johan Lind (SWE) |

## Kulstötning
Kulstötning är en aktiv gren i OS sedan 1896.
| År ( ) | Guld                    | Silver                      | Brons                       |
| 1896   | Robert Garrett (USA)    | Miltiades Gouskos (GRE)     | Georgios Papasideris (GRE)  |
| 1900   | Richard Sheldon (USA)   | Josiah McCracken (USA)      | Robert Garrett (USA)        |
| 1904   | Ralph Rose (USA)        | Wesley Coe (USA)            | Leon Feuerbach (USA)        |
| 1906   | Martin Sheridan (USA)   | Mihály Dávid (HUN)          | Eric Lemming (SWE)          |
| 1908   | Ralph Rose (USA)        | Denis Horgan (GBR)          | John Garrels (USA)          |
| 1912   | Patrick McDonald (USA)  | Ralph Rose (USA)            | Lawrence Whitney (USA)      |
| 1920   | Ville Pörhölä (FIN)     | Elmer Niklander (FIN)       | Harry Liversedge (USA)      |
| 1924   | Clarence Houser (USA)   | Glenn Hartranft (USA)       | Ralph Hills (USA)           |
| 1928   | John Kuck (USA)         | Herman Brix (USA)           | Emil Hirschfeld (HUN)       |
| 1932   | Leo Sexton (USA)        | Harlow Rothert (USA)        | František Douda (TCH)       |
| 1936   | Hans Woellke (GER)      | Sulo Bärlund (FIN)          | Gerhard Stöck (GER)         |
| 1948   | Wilbur Thompson (USA)   | Jim Delaney (USA)           | Jim Fuchs (USA)             |
| 1952   | Parry O'Brien (USA)     | Darrow Hooper (USA)         | Jim Fuchs (USA)             |
| 1956   | Parry O'Brien (USA)     | Bill Nieder (USA)           | Jiří Skobla (TCH)           |
| 1960   | Bill Nieder (USA)       | Parry O'Brien (USA)         | Dallas Long (USA)           |
| 1964   | Dallas Long (USA)       | Randy Matson (USA)          | Vilmos Varjú (HUN)          |
| 1968   | Randy Matson (USA)      | George Woods (USA)          | Eduard Gushchin (URS)       |
| 1972   | Władysław Komar (POL)   | George Woods (USA)          | Hartmut Briesenick (GDR)    |
| 1976   | Udo Beyer (GDR)         | Jevgenij Mironov (URS)      | Aleksandr Barysjnikov (URS) |
| 1980   | Vladimir Kiselov (URS)  | Aleksandr Barysjnikov (URS) | Udo Beyer (GDR)             |
| 1984   | Alessandro Andrei (ITA) | Michael Carter (USA)        | Dave Laut (USA)             |
| 1988   | Ulf Timmermann (GDR)    | Randy Barnes (USA)          | Werner Günthör (SUI)        |
| 1992   | Mike Stulce (USA)       | Jim Doehring (USA)          | Vjatjeslav Lycho (EUN)      |
| 1996   | Randy Barnes (USA)      | John Godina (USA)           | Aleksandr Bagach (UKR)      |
| 2000   | Arsi Harju (FIN)        | Adam Nelson (USA)           | John Godina (USA)           |
| 2004   | Jurij Bilonoh (UKR)     | Adam Nelson (USA)           | Joachim Olsen (DEN)         |
| 2008   | Tomasz Majewski (POL)   | Christian Cantwell (USA)    | Andrej Michnevitj (BLR)     |
| 2012   | Tomasz Majewski (POL)   | David Storl (GER)           | Reese Hoffa (USA)           |
| 2016   | Ryan Crouser (USA)      | Joe Kovacs (USA)            | Tomas Walsh (NZL)           |
| 2020   | Ryan Crouser (USA)      | Joe Kovacs (USA)            | Tomas Walsh (NZL)           |

## Kulstötning, båda händer sammanlagt
Kulstötning i varianten där man kastar tre gånger med respektive hand är en icke-längre aktiv gren i OS.
| År ( ) | Guld             | Silver                 | Brons                 |
| 1912   | Ralph Rose (USA) | Patrick McDonald (USA) | Elmer Niklander (FIN) |

## Slägga
Slägga är en aktiv gren i OS sedan 1900.
| År ( ) | Guld                      | Silver                    | Brons                      |
| 1900   | John Flanagan (USA)       | Truxton Hare (USA)        | Josiah McCracken (USA)     |
| 1904   | John Flanagan (USA)       | John DeWitt (USA)         | Ralph Rose (USA)           |
| 1908   | John Flanagan (USA)       | Matt McGrath (USA)        | Con Walsh (CAN)            |
| 1912   | Matt McGrath (USA)        | Duncan Gillis (CAN)       | Clarence Childs (USA)      |
| 1920   | Patrick Ryan (USA)        | Carl Johan Lind (SWE)     | Basil Bennett (USA)        |
| 1924   | Fred Tootell (USA)        | Matt McGrath (USA)        | Malcolm Nokes (GBR)        |
| 1928   | Pat O'Callaghan (IRL)     | Ossian Skiöld (SWE)       | Edmund Black (USA)         |
| 1932   | Pat O'Callaghan (IRL)     | Ville Pörhölä (FIN)       | Peter Zaremba (USA)        |
| 1936   | Karl Hein (GER)           | Erwin Blask (GER)         | Fred Warngård (SWE)        |
| 1948   | Imre Németh (HUN)         | Ivan Gubijan (YUG)        | Bob Bennett (USA)          |
| 1952   | József Csermák (HUN)      | Karl Storch (GER)         | Imre Németh (HUN)          |
| 1956   | Harold Connolly (USA)     | Michail Krivonosov (URS)  | Anatolij Samotsvetov (URS) |
| 1960   | Vasilij Rudenkov (URS)    | Gyula Zsivótzky (HUN)     | Tadeusz Rut (POL)          |
| 1964   | Romuald Klim (URS)        | Gyula Zsivótzky (HUN)     | Uwe Beyer (GER)            |
| 1968   | Gyula Zsivótzky (HUN)     | Romuald Klim (URS)        | Lázár Lovász (HUN)         |
| 1972   | Anatolij Bondartjuk (URS) | Jochen Sachse (GDR)       | Vasili Chmelevski (URS)    |
| 1976   | Jurij Sedych (URS)        | Aleksej Spiridonov (URS)  | Anatolij Bondartjuk (URS)  |
| 1980   | Jurij Sedych (URS)        | Sergej Litvinov (URS)     | Jüri Tamm (URS)            |
| 1984   | Juha Tiainen (FIN)        | Karl-Hans Riehm (FRG)     | Klaus Ploghaus (FRG)       |
| 1988   | Sergej Litvinov (URS)     | Yuriy Sedykh (URS)        | Jüri Tamm (URS)            |
| 1992   | Andrej Abduvaljev (EUN)   | Igor Astapkovitj (EUN)    | Igor Nikulin (EUN)         |
| 1996   | Balázs Kiss (HUN)         | Lance Deal (USA)          | Aleksey Krykun (UKR)       |
| 2000   | Szymon Ziółkowski (POL)   | Nicola Vizzoni (ITA)      | Igor Astapkovich (BLR)     |
| 2004   | Koji Murofushi (JPN)      | Ivan Tsichan (BLR)        | Esref Apak (TUR)           |
| 2008   | Primož Kozmus (SLO)       | Vadzim Dzevjatoŭski (BLR) | Ivan Tsichan (BLR)         |
| 2012   | Krisztián Pars (HUN)      | Primož Kozmus (SLO)       | Koji Murofushi (JPN)       |
| 2016   | Dilsjod Nazarov (TJK)     | Ivan Tsichan (BLR)        | Wojciech Nowicki (POL)     |
| 2020   | Wojciech Nowicki (POL)    | Eivind Henriksen (NOR)    | Paweł Fajdek (POL)         |

## Spjut
Spjut är en aktiv gren i OS sedan 1908.
| År ( ) | Guld                      | Silver                     | Brons                   |
| 1908   | Eric Lemming (SWE)        | Arne Halse (NOR)           | Otto Nilsson (SWE)      |
| 1912   | Eric Lemming (SWE)        | Juho Saaristo (FIN)        | Mór Kóczán (HUN)        |
| 1920   | Jonni Myyrä (FIN)         | Urho Peltonen (FIN)        | Pekka Johansson (FIN)   |
| 1924   | Jonni Myyrä (FIN)         | Gunnar Lindström (SWE)     | Eugene Oberst (USA)     |
| 1928   | Erik Lundqvist (SWE)      | Béla Szepes (HUN)          | Olav Sunde (NOR)        |
| 1932   | Matti Järvinen (FIN)      | Matti Sippala (FIN)        | Eino Penttilä (FIN)     |
| 1936   | Gerhard Stöck (GER)       | Yrjö Nikkanen (FIN)        | Kalervo Toivonen (FIN)  |
| 1948   | Tapio Rautavaara (FIN)    | Steve Seymour (USA)        | József Várszegi (HUN)   |
| 1952   | Cy Young (USA)            | Bill Miller (USA)          | Toivo Hyytiäinen (FIN)  |
| 1956   | Egil Danielsen (NOR)      | Janusz Sidło (POL)         | Viktor Tsybulenko (URS) |
| 1960   | Viktor Tsybulenko (URS)   | Walter Krüger (GER)        | Gergely Kulcsár (HUN)   |
| 1964   | Pauli Nevala (FIN)        | Gergely Kulcsár (HUN)      | Jānis Lūsis (URS)       |
| 1968   | Jānis Lūsis (URS)         | Jorma Kinnunen (FIN)       | Gergely Kulcsár (HUN)   |
| 1972   | Klaus Wolfermann (FRG)    | Jānis Lūsis (URS)          | Bill Schmidt (USA)      |
| 1976   | Miklós Németh (HUN)       | Hannu Siitonen (FIN)       | Gheorghe Megelea (ROU)  |
| 1980   | Dainis Kūla (URS)         | Aleksandr Makarov (URS)    | Wolfgang Hanisch (FRG)  |
| 1984   | Arto Härkönen (FIN)       | David Ottley (GBR)         | Kenth Eldebrink (SWE)   |
| 1988   | Tapio Korjus (FIN)        | Jan Železný (CZE)          | Seppo Räty (FIN)        |
| 1992   | Jan Železný (CZE)         | Seppo Räty (FIN)           | Steve Backley (GBR)     |
| 1996   | Jan Železný (CZE)         | Steve Backley (GBR)        | Seppo Räty (FIN)        |
| 2000   | Jan Železný (CZE)         | Steve Backley (GBR)        | Sergej Makarov (GER)    |
| 2004   | Andreas Thorkildsen (NOR) | Vadims Vasiļevskis (LAT)   | Sergej Makarov (GER)    |
| 2008   | Andreas Thorkildsen (NOR) | Ainārs Kovals (LAT)        | Tero Pitkämäki (FIN)    |
| 2012   | Keshorn Walcott (TRI)     | Oleksandr Pjatnitsia (UKR) | Antti Ruuskanen (FIN)   |
| 2016   | Thomas Röhler (GER)       | Julius Yego (KEN)          | Keshorn Walcott (TTO)   |
| 2020   | Neeraj Chopra (IND)       | Jakub Vadlejch (CZE)       | Vítězslav Veselý (CZE)  |

## Spjut, fristil
Spjutkastning i fristil är en icke-längre aktiv gren i OS.
| År ( ) | Guld               | Silver                 | Brons                  |
| 1906   | Eric Lemming (SWE) | Knut Lindberg (SWE)    | Bruno Söderström (SWE) |
| 1908   | Eric Lemming (SWE) | Michalis Dorizas (GRE) | Arne Halse (NOR)       |

## Spjut, båda händer sammanlagt
Spjutkastning i varianten där man kastar tre gånger med respektive hand är en icke-längre aktiv gren i OS.
| År ( ) | Guld                | Silver                 | Brons               |
| 1912   | Juho Saaristo (FIN) | Väinö Siikaniemi (FIN) | Urho Peltonen (FIN) |

## Sten
Sten är en icke-längre aktiv gren i OS.
| År ( ) | Guld                      | Silver                | Brons                  |
| 1906   | Nikolaos Georgantas (GRE) | Martin Sheridan (USA) | Michalis Dorizas (GRE) |